# اومودلو تارتار
اومودلو تارتار (به ترکی آذربایجانی: Umudlu) یک روستا در جمهوری آذربایجان است که در شهرستان ترتر واقع شده‌است. اومودلو تارتار ۴۸۲ نفر جمعیت دارد.